# Ленца, Антонио
Антонио Ленца (итал. Antonio Lenza, 11 октября 1939, Кальяри, Италия) — итальянский хоккеист (хоккей на траве), нападающий.

## Биография
Антонио Ленца родился 11 октября 1939 года в итальянском городе Кальяри.
В 1960 году вошёл в состав сборной Италии по хоккею на траве на Олимпийских играх в Риме, занявшей 13-е место. Играл на позиции защитника, провёл 3 матча, забил 1 мяч в ворота сборной Японии.